# Évelyne Renaud-Garabedian
Pour les articles homonymes, voir Renaud et Garabedian.
Évelyne Renaud-Garabedian, née le 18 juin 1950 à Créteil, est une femme d'affaires et femme politique française.
Elle est sénatrice représentant les Français établis hors de France depuis 2017, élue puis réélue sur la liste de l'Alliance solidaire des Français de l'étranger.

## Biographie

### Parcours professionnel
Juriste de formation, elle est titulaire d'une maîtrise en droit de l'université Paris-Sud dont elle sort diplômée en 1975. Destinée à devenir avocate, elle s'oriente finalement vers une carrière de juriste, puis de chef d'entreprise.
De 1975 à 1978, elle est directrice juridique du groupe Elitair Maxim's, spécialisée en restauration de luxe et de la société Orly Restauration, spécialisée en restauration collective. De 1978 à 1981, elle est directrice juridique du groupe RADAR, spécialisé dans le transport international de marchandises. De 1981 à 1984, elle est directrice juridique de la Société des Transports Frigorifiques Européens, spécialisé dans le transport en température dirigée.
Depuis 1984, elle est présidente-directrice générale du groupe immobilier Compagnie Internationale Bansard Liagre Entreprises (CIBLE), fondé par Jean-Pierre Bansard. Ensemble, ils vont progressivement investir tous les secteurs de l'immobilier puis de l'hôtellerie.
Elle gère et co-gère également de nombreuses sociétés : Traktir, Placide Europe, ER, SGL, M64, BGR, Chemin de Fer, GPHF et Société hôtelière de la Gare de l'Est,.

### Parcours politique
Côtoyant de près les problématiques des Français de l'étranger et constatant leur faible représentation politique, Jean-Pierre Bansard crée son propre parti politique, l'Alliance solidaire des Français de l'étranger, le 8 août 2009. Elle en devient la présidente, Jean-Pierre Bansard en étant le président d'honneur.
Aux élections sénatoriales de 2017 représentant les Français établis hors de France, Jean-Pierre Bansard se présente à la tête d'une liste classée divers droite. Sa liste obtient deux sièges : lui-même et Évelyne Renaud-Garabedian.
La règle voulant qu'un groupe politique comprenne au minimum 10 membres, ils ne peuvent siéger sous l'étiquette de l'Alliance solidaire des Français de l'étranger et sont donc rattachés administrativement au groupe Les Républicains au Sénat.
Aux élections sénatoriales de 2023 représentant les Français établis hors de France, Évelyne Renaud-Garabedian est réélue sénatrice et sa liste obtient à nouveau deux sièges. Jean-Luc Ruelle étant deuxième sur sa liste, il est élu sénateur.

## Distinctions
- Chevalier de la Légion d’honneur (2010)
- Officier de l’Ordre national du Mérite (2007)